# 朗德格羅夫鎮區 (明尼蘇達州麥克萊德縣)
朗德格羅夫鎮區（英語：Round Grove Township）是位於美國明尼蘇達州麥克萊德縣的一個行政鎮區。

## 地方資料
朗德格羅夫鎮區的面積為93.54平方千米，當中陸地面積為91.78平方千米，而水域面積為1.76平方千米。根據2020年美國人口普查的數據，當地共有人口236人，而人口密度為每平方千米2.52人。